# Associazione Sportiva Cosenza 1942-1943
Questa voce raccoglie le informazioni riguardanti l'Associazione Sportiva Cosenza nelle competizioni ufficiali della stagione 1942-1943.

## Rosa
| N. |                   | Ruolo | Calciatore            |
| -- | ----------------- | ----- | --------------------- |
|    | Italia (bandiera) | A     | Antonio Bacin         |
|    | Italia (bandiera) | D     | G. Bassani            |
|    | Italia (bandiera) | C     | A. Beolchi            |
|    | Italia (bandiera) | A     | Alfredo Capone        |
|    | Italia (bandiera) | A     | Marcelliano Cattarin  |
|    | Italia (bandiera) | C     | Renzo Cinti           |
|    | Italia (bandiera) | A     | Aldo Collimedaglia    |
|    | Italia (bandiera) | D     | L. Colombo            |
|    | Italia (bandiera) | C     | Francesco Del Morgine |
|    | Italia (bandiera) | A     | M. Fusco              |
|    | Italia (bandiera) | P     | Gianfranco Galliani   |

| N. |                      | Ruolo | Calciatore         |
| -- | -------------------- | ----- | ------------------ |
|    | Argentina (bandiera) | A     | Francisco Garaffa  |
|    | Italia (bandiera)    | C     | Giuseppe Gualtieri |
|    | Italia (bandiera)    | A     | U. Leonetti        |
|    | Italia (bandiera)    | C     | Pasquale Lorenzon  |
|    | Italia (bandiera)    | A     | Ugo Mamberti       |
|    | Italia (bandiera)    | P     | Massimo Mari       |
|    | Italia (bandiera)    | A     | R. Speziale        |
|    | Italia (bandiera)    | C     | Attilio Sudati     |
|    | Italia (bandiera)    | D     | Renato Vignolini   |
|    | Italia (bandiera)    | A     | R. Zacchi          |